# Sonic the Hedgehog 2 (8 bits)
Sonic the Hedgehog 2 es un videojuego desarrollado por Sega en 1992 para las videoconsolas Master System y Game Gear.
Este plataformas es la continuación del Sonic the Hedgehog, lanzado para ambos sistemas.
Este es el primer juego de Sonic en el que aparece Tails.

## Argumento

### Traducción del manual japonés original de juego
La paz regresó a South island, gracias a los actos heroicos de Sonic. Pero una vez más, la diabólica mano del Dr. Robotnik (según la versión de occidente), o como Dr. Eggman (en la versión japonesa), y sus planes de conquista mundial ya se estaban acercando.
Ese día, luego de una de sus usuales y despreocupadas aventuras, Sonic regresó a su casa y encontró una nota de su mejor amigo Miles:
"Querido Sonic: Todos los amigos animales en South Island fueron capturados por el Dr. Eggman. Estoy siendo retenido como prisionero en un lugar llamado "Crystal Egg", desde donde te escribo esta carta. ¡Pero para llegar hasta aquí, necesitas seis Esmeraldas del Caos! ¡El Dr. Eggman construyó seis espantosos robots y ellos están esperando tu llegada, Sonic! Ten cuidado... de Miles."
¿Cual será el destino de Miles y de los amigos animales de la isla? ¿Dónde estarán las seis Esmeraldas del Caos? Después de leer esta nota, Sonic parte a toda velocidad para descubrir las respuestas a estas preguntas.

### Según lo que se ve en el juego
Lo que se ve en el juego es otra cosa bastante diferente y más dramática. En una secuencia de video se ve a Sonic corriendo detrás de Tails, siendo testigo el erizo de cómo es secuestrado el zorro de dos colas por el Dr. Robotnik.
La única manera que tiene Sonic de rescatar a Tails de la base secreta del doctor, es consiguiendo las 6 Esmeraldas del Caos (5 de las 6 se encuentran en el acto 2 de las 5 primeras fases, y la 6.ª, en el acto 3, tras vencer a Mecha Sonic, que dará acceso a Crystal Egg Zone).

## Sistema de juego
Este videojuego es del género de las plataformas, que se basa en superar determinados niveles y obstáculos en escenarios 2D, cada uno con una ambientación diferente.
Sonic es el único personaje controlable de este videojuego, (aunque Tails aparecía en las portadas de todas las fases, se decidió, por falta de tiempo, no incluirlo para evitar errores de programación), que tiene como habilidad principal una gran velocidad, basándose en esta característica el espíritu del juego, ya que la mayoría de las fases están diseñadas para exprimir al máximo ésta.
Son 7 fases las que componen el juego, y cada una de ellas se componen de 3 actos. En las 6 primeras fases, a lo largo de los 2 primeros actos, Sonic debe pasar por obstáculos y enemigos para llegar al final del acto, simbolizado por un panel amarillo con un signo de interrogación naranja que Sonic debe hacer girar para concluir definitivamente el acto. Así, ha de recoger las 6 Esmeraldas del Caos que se encuentran en el acto 2 de cada fase, salvo en Scrambled Egg Zone, donde la conseguirá tras vencer a Silver Sonic. Además, en el último acto de cada fase, Sonic deberá vencer a uno de los jefes diseñados por el Dr. Robotnik. Para poder acceder a la séptima y última fase, Sonic debe tener en su poder las otras 6 esmeraldas. La estructura de esta última fase es idéntica a la que presentan las 6 primeras, aunque el jefe de esta séptima fase es el Dr. Robotnik, en un apoteósico duelo final.

## Enemigos
Sonic se encuentra a su paso por cada fase bastantes tipos de enemigos, también conocidos como "Badniks". Los Badniks son los robots que funcionan gracias al movimiento de animales atrapados en su interior, los cuales han sido capturados por el Dr. Robotnik, y los hay de diversos tipos: voladores, acuáticos y terrestres. Sonic puede destruirlos usando el salto, ya que, al saltar, Sonic va rodando sobre sí mismo, comportándose como un arma letal contra los Badniks. Al final de las 6 primeras fases (en el tercer acto de la 6.ª zona), Sonic debe enfrentarse a Silver Sonic, un jefe metálico con características muy parecidas a las que tiene Sonic, enviado por Robotnik. En el tercer acto de la séptima fase, es el doctor el que protagoniza la batalla final de este videojuego.

### Jefes
- En Underground Zone: Arijigoku Mecha: una hormiga león metálica con grandes tenazas, diseñada por el Doctor Robotnik para acabar con Sonic (aunque realmente será el propio Robotnik quien mate a la hormiga cuando lance bombas e incluso lance su propia nave contra el erizo azul en un desesperado intento final).

- En Sky High Zone: badniks parecidos a pájaros que saltan cuando detectan la presencia de Sonic tratando de matarlo; y Gachou Mecha, que lanza bombas. Este personaje comparte un curioso parecido con Scratch (el robot que crea Robotnik en la serie "Las Aventuras de Sonic el Erizo"), que tiene forma de gallina.

- En Aqua Lake Zone: una foca llamada Mecha Ashika, que lanza una "pelota explosiva" naranja sobre la cual debe saltar Sonic. El jugador debe golpear a la foca durante el breve período de tiempo en el que la foca está creando una nueva pelota explosiva, tras lanzarnos hacia un lado de la pantalla (hacia el que la foca esté mirando).

- En Green Hills Zone: un cerdo robótico luchador de sumo llamado Mecha Buta, que está automatizado, se mueve aleatoriamente, y cuando da un pisotón a la tierra, durante unas décimas de segundo, se vuelve vulnerable a los golpes de Sonic. Este jefe comparte un simpático parecido con el cerdito valiente (de Shin Chan).

- En Gimmick Mt. Zone: un cerdo-jabalí híbrido llamado Inobuta Mecha, que tiene un único objetivo: embestir contra Sonic. Cuando choca con la pantalla, desaparecen sus pinchos. En ese momento, Sonic puede golpearlo, pero debe hacerlo rápido, ya que del cielo, caen hasta 3 piedras (en función de lo que tardes en saltar), lo que le convierte en un jefe complicado, en el que el jugador podrá perder muchas vidas si no lo hace de forma perfecta. Comparte un gran parecido con Dingo, personaje de la serie "Sonic Underground (o Sonic y su Banda en la versión sudamericana)".

- En Scrambled Egg Zone: el juego lo denomina Silver Sonic, por su color plateado, y su traducción al español más correcta sería "Sonic Mecánico" o Mecha Sonic, ya que, a diferencia del verdadero Metal Sonic, no va a propulsión (como el verdadero Metal Sonic), y además, realmente aún no poseía exactamente las mismas características que Sonic, aunque sí eran muy parecidas. Para ver al susodicho Metal Sonic, el jugador tendría que esperar a la saga de Sonic CD (donde Robotnik le cuenta a Sonic que ha creado un "clon" metálico con sus mismas cualidades: ese es el auténtico Metal Sonic).

- En Crystal Egg Zone': el Dr. Ivo Robotnik. Durante su estancia, el jugador encontro una tubería con dos oquedades por las que el jugador saldro en el momento adecuado (tras una tormenta eléctrica), y durante un breve período de tiempo, el jugador podra golpear la cápsula de Robotnik y al final el jugador podra rescatar a Tails.

### Badniks
- En Underground Zone:

-Newtron: un camaleón-avispa que nos lanza una bomba desde el aire
-New Motora: un cangrejo que se mueve, con gran parecido a Moto bug: el badnik típico de Sonic 1 de Megadrive-Genesis (el rojo que se mueve lentamente).
-Taraban: un cangrejo de color rojo, blanco y azul, que nos tira 2 bombas cuando pone cara enfadada.
- En Sky High Zone:

-Newtron
-Game Game: una tortuga de color amarillo y naranja que vuela para atacarnos cuando nos ve.
- En Aqua Lake Zone:

-Taraban
-Zaririn: un langostino de color rojo que nos ataca cuando nos acercamos a él, pero si salimos de su zona, retrocede y vuelve a su posición
- En Green Hills Zone:

-Newtron
-New Motora
-Taraban
- En Gimmick Mt. Zone: aparecen 3 nuevos badniks:

-Bomb: una bomba con un sensor que parpadea cuando detecta a Sonic, y simplemente, explota en forma de estrella con 4 bombas.
-Buton: un cerdo mecánico saltarín de color negro, que se acerca saltando hacia Sonic cuando ve al erizo. (Se parece al cerdito valiente).
-Drillin: muy parecido a Burrobot en otros juegos y a Grounder, robot que creará Robotnik en "Las Aventuras de Sonic el Erizo". Es un robot que se va acercando lentamente hacia Sonic para golpearlo.
- En Scrambled Egg Zone:

-Bomb
-Taraban
-Game Game
- En Crystal Egg Zone:

-Chopper: una piraña, similar a las de Green Hills de Sonic 1 Megadrive-Genesis.

## Objetos
En cada fase, Sonic se encuentra una serie de objetos que facilitan su paso por cada uno de los actos:
Anillos: También conocidos como Rings, abundan en la mayoría de los actos. La función principal es proteger a Sonic de los ataques de los Badniks, ya que Sonic, nada más ser tocado por cualquiera de estos, si no tuviera anillos, perdería una vida. Pero si tiene aunque sea uno, Sonic no muere, sino que pierde la totalidad de los anillos obtenidos hasta el momento. Algo que caracteriza y singulariza a este juego (de hecho, es el único juego de Sonic en el que esto sucede), es que si Sonic consigue 100 anillos, su contador de rings pasa a ser "00" (o sea: 0, ya que el contador de rings se queda en las decenas), y tendría una vida más en su marcador. No hay anillos en los terceros actos, por lo que las batallas contra los jefes no tienen margen de error.
Esmeralda del Caos: Gemas octogonales con poderes. Son 6 en total y se encuentra una por cada fase. En las 5 primeras fases, se encuentra una en el acto 2 de cada zona. La sexta y última Esmeralda del Caos se obtiene al destruir a Silver Sonic, el jefe final del acto 3 de Scrambled Egg Zone. Este la soltará únicamente si Sonic recogió previamente las otras 5. Al cogerlas todas, Sonic puede acceder a Crystal Egg Zone. Se pueden utilizar como continuaciones en caso de que se hayan agotado todas las vidas; sin embargo, al ser imprescindibles para acabar completamente el juego, utilizarlas para tal fin impedirá el acceso a Crystal Egg Zone, terminando el juego en Scrambled Egg Zone con el final malo, en el que se demuestra que Sonic no ha sido capaz de salvar a Tails.
Panel Giratorio: Situado al final de cada acto (excepto en los últimos actos de cada fase). Es de color amarillo, y en su cara visible, aparece en medio un signo de interrogación naranja. Cuando Sonic lo toca, el panel gira (como su propio nombre indica) hasta detenerse. Dependiendo de la "suerte" que tenga, en el panel aparecerá una ilustración u otra. Cada una refleja lo siguiente:
- Cara del Dr. Robotnik: No pasa nada, solamente indica la conclusión de un acto. Aparece con mucha frecuencia.

- Anillo: Sonic obtiene 10 anillos, que se añaden en su contador. Aparece cuando, antes de girar del panel, se tienen 0, 10, 20, 30, 40, 50, 60, 70, 80 o 90 anillos en el contador. Si Sonic tiene 90 anillos cuando gira el panel, obtendrá una vida extra en este caso.

- Cara de Sonic: Sonic obtiene una vida extra. Para que aparezca, debe terminar el acto con dos vidas menos que al inicio del mismo.

- Cara de Tails: Sonic recibe una continuación adicional, que puede usar cuando pierda todas las vidas que tenga en su contador, volviendo a empezar con 3 vidas por la zona y el acto donde esto ha ocurrido. Para que aparezca, debe terminar el acto con 77 anillos y con el mismo número de vidas con el que lo empezó.

Monitores de vídeo: También conocidos como "televisores" o "cajas", están presentes en casi todos los actos. Hay diversos tipos de monitores de vídeo, que se distinguen por la imagen que aparecen en el recuadro negro que incorpora. Para poder aprovechar las funciones de cada uno, Sonic debe romperlos saltando encima de ellos, o rodando. Son:
- Súper anillo (Super Ring): Se distingue porque tiene en el monitor la imagen de un anillo. Al destruirlo, Sonic obtiene 10 anillos (o rings) consecutivos, que suben al marcador. Es el monitor que aparece con mayor frecuencia.

- Potencia extra: Distinguido por la imagen de un zapato. Al destruir el monitor, Sonic es capaz de correr a una velocidad supersónica durante un breve periodo de tiempo. Aparece sólo una vez en el juego, en el acto 2 de Aqua Lake Zone, y únicamente en la versión de la Master System, ya que en la de Game Gear, Sonic obtendría 10 anillos al romper este monitor.

- Vida Extra: Caracterizado por tener en el monitor una imagen de la faz de Sonic en un fondo blanco. Al destruir el monitor, el contador de vidas de Sonic aumenta en 1 unidad.

- Invencible: Caracterizado por tener en el monitor la imagen de numerosas estrellas. Al romper el monitor, Sonic obtiene un escudo comformado por estrellas que lo circundan y los ataques de los Badniks no le afectarán durante unos segundos. Además, puede destruir a los Badniks tocándolos simplemente (ya no es necesario usar el salto o giro). A pesar de lo que se dice en el manual y de que siempre ha ocurrido así en un juego de Sonic, este ítem también protegerá a Sonic de una caída al vacío, haciendo de este juego el único de la saga donde se ha dado esta circunstancia. Es también frecuente.

- Continuación extra: Es un monitor que sólo aparece una vez, al final del acto 2 de Crystal Egg Zone. Este objeto es el más misterioso del juego, debido a que su posición (Entre unos bloques de cristal) no permite ver claro que aparece en la pantalla. Tampoco parece tener ningún efecto visible o apreciable sobre Sonic. Esto supuso un verdadero quebradero de cabeza para los fanes, que intentaron descubrir el misterio de este monitor, sin éxito. Finalmente, los creadores del juego desvelaron el secreto, revelando que lo que aparece en el monitor es la figura de Sonic corriendo a toda velocidad y que su efecto era proporcionar una continuación extra cuando éste se quedara sin vidas.

En este juego no volvieron a aparecer los monitores del escudo, la flecha (checkpoint) y la continuación. Entre los datos del juego se encuentran tres monitores sin utilizar: la flecha, un zapato de color gris (posiblemente habría servido para ralentizar a Sonic) y un monitor con un signo de interrogación.

## Fases

### Underground Zone
- Nombre en español: Zona Subterránea

Se trata de una zona ambientada en el interior de una gran senda magmática subterránea, con algunas partes que dan al exterior, rodeadas por montañas que conforman un gran valle. Caracterizada por un suelo de ladrillo de color amarillo y también por grandes zonas con lava y magma. El fondo es de color rojo, cuanto más arriba del escenario, más mapeado se ve. Existen vías de ferrocarril que tienen un carro en el que Sonic puede montar. También hay extensas zonas de pinchos, tanto en el techo como en el suelo. Hay 3 badniks: un ratón pequeño de color gris que se mueve bastante rápido, un cangrejo de color rojo y azul que lanza dos bolas rojas a cada lado cuando se detiene y una libélula azul que aparece para lanzar una bola de fuego y luego desaparece. La Esmeralda del Caos (azul) se encuentra en el acto 2 en la zona de arriba, donde hay unos bloques que forman una especie de escalera. Para acceder allí has de tomar impulso en forma de bola por la colina que desciende. (También hay un carro para poder llegar a cogerlo, simplemente cuando el carro comience a caer por la colina, una vez que no haya suelo firme, deberemos saltar para cogerla). Al final del acto 3 el Dr. Robotnik aparecerá en escena (única aparición hasta el final del juego) para llevar a Sonic ante el duelo con el primer jefe final de fase del juego. Para acceder, deberemos bajar la colina con el carro de ferrocarril, saltar en el momento que quede momentáneamente suspendido en el aire, saltamos hacia la derecha, sobre los muelles pulsadores, cayendo por otra colina, y en ese momento, cuando parece que vamos a perder la vida, Robotnik nos llevará a la batalla con el boss. Se trata de una enorme Hormiga león metálica con grandes tenazas situada entre las rocas. Robotnik va lanzando bolas negras que Sonic debe ir esquivando para que éstas dañen al monstruo, y así, acabar con él. El último golpe será ejecutado por el propio Robotnik que se abalanzará con su nave sobre Sonic. Este jefe es diferente según la versión de Master System o de Game Gear, ya que en la primera versión siempre lanza las bolas de la misma forma (con bote bajo), lo cual hace mucho más sencillo superar la fase que respecto a la versión Game Gear, que las lanza de forma aleatoria.

### Sky High Zone
- Nombre en español: Zona del Cielo Alto

Área ambientada en una zona montañosa situada a bastante altura, dada la cantidad de nubes que lo rodean, con gran vegetación verde y ciertas pinedas abundantes. La zona presenta diferente ambientación según el acto en el que esté. En el acto 1 y 3, el cielo es azul, con un clima totalmente despejado. Los bloques del suelo presenta tal tonalidad azulada y presenta como decoración unos abetos y bloques destructibles. Existen algunos puentes que se van derrumbando al paso de Sonic, en referencia a la Zona Bridge de Sonic 1. En el segundo acto, se presenta con un cielo tormentoso con rayos en medio de una intensa lluvia. El suelo es de color morado, provisto áreas con pinchos. Sonic puede caminar (o rebotar en muelles ocultos) por algunas nubes de la etapa. Conseguir la Esmeralda del Caos (amarilla) es seguramente la más difícil de conseguir en todo el juego. Has de saltar sobre dos muelles ocultos en las nubes (uno tiene anillos para identificarlo, el otro no), y saltar en el segundo y avanzando hacia delante. En esta zona Sonic puede coger un Ala Delta que está presente en algunas partes de los dos actos con la que puede volar. También hay ráfagas de viento que guían al protagonista durante la zona. En el Acto 1 es imprescindible tomar el Ala Delta para finalizarlo. Como enemigos, libélulas mecánicas (azul) y una tortuga naranja que se activa, vuela y cambia de color al ver a Sonic. El Jefe final de fase es un Pájaro robótico gigante, (Scratch, el "hijo" de Robotnik de la serie "Las Aventuras de Sonic el erizo") que aparece tras destruir un número determinado de huevo-generadores que lanzan polluelos mecánicos.

### Aqua Lake Zone
- Nombre en español: Zona del Lago Aqua

Una zona completamente ambientada en un entorno acuático y futurista. En el fondo se pueden ver algunos riscos montañosos sobre un ámbito celeste. Caracterizada por una decoración muy acuática, de bellas setas gigantes llenas de agua, chorros de agua a presión con un suelo de ladrillos rosados si es el Acto 1; y de ladrillos verdosos si hablamos del segundo acto. En la parte sumergida, Sonic necesita coger burbujas para no quedarse sin respiración, aunque Sonic, en el acto 1, puede evitar ir a la parte sumergida (llena de pinchos y trampas mortales) rebotando sobre el agua como si fuese una pelota. Es la primera zona del juego donde aparecen varios Loopings. El acto 2 se desarrolla enteramente bajo el agua en un laberinto de piedra. El Agua del acto 2 será azul pastel, para la versión de Game Gear, mientras que es verde, si el jugador juega la versión de Master System. Otra diferencia de la versión Game Gear de la Master System es que en esta última hay: por un lado, -subiendo unos muelles de derecha a izquierda-, un monitor de super velocidad ("botas"), mientras que en la Game Gear, se decidió colocar un monitor de super anillo. 
Por otro, en la versión Master System hay una zona en la que puedes atajar hasta el final de la pantalla sin tener que pasar toda la zona, y en cambio, en la Game Gear es imposible atajar la zona. Además, a lo largo de la pantalla se pueden ver algas y formaciones ruinosas sobre paredes amuralladas (durante este Acto 2). La Esmeralda del Caos de este nivel no es difícil de encontrar, ya que obligatoriamente el jugador llega a una zona en la que vas por un laberinto automáticamente. Mantenemos pulsado el botón izquierdo, y cogeremos la esmeralda blanca. A continuación, bajando por ese laberinto de tuberías, se puede coger también un monitor de vida extra (con la cara de Sonic). Como badniks, el cangrejo azul y rojo y una robo-langosta que se acerca y aleja de Sonic. Por último, el jefe final de fase es un Robot Foca que hace crecer su nariz para arrojarla sobre Sonic como una bola explosiva dañina. Para destruir a este enemigo, Sonic ha de impactar su nariz mientras ésta se está hinchando. Si se le trata de golpear en otro momento, cogerá a Sonic sobre su morro como si de una pelota se tratara y le hará rebotar hasta lanzarlo al otro lado de la pantalla.

### Green Hills Zone
- Nombre en español: Zona de las Colinas Verdes

La clásica etapa Oceánica-Tropical paradisíaca donde Sonic encuentra un gran número de anillos de poder y vidas adicionales. Con suelo de color naranja-marrón clásico, y lleno de flores, árboles y algunas plantas silvestres, con un cielo de color azul oscuro con alguna que otra nube, que se confunde con el Océano, donde se pueden vislumbrar algunas islas aisladas en el horizonte. Se caracteriza por tener abundantes muelles, innumerables anillos, (en el primer acto casi 330, y en el segundo acto... más de lo mismo) y un montón de vidas adicionales (4 en cada acto) y grandes zonas de pinchos, sobre todo en el acto 2 y 3. Es, por tanto, la zona del videojuego con mayor cantidad de vidas. También es la segunda zona del juego donde aparecen varios Loopings, y en casi todos, un monitor de vida extra (encima). Los badniks de esta zona son los mismos que en la zona subterránea Underground. La Esmeralda del Caos (gris), es bastante difícil de coger: requiere bastante práctica. La clave (cuando llegamos a la zona en la que hay una bajada pronunciada donde llegamos a un trío de muelles que están tan próximos a la bajada que no hace falta saltar, con seguir corriendo basta), está en saltar sobre el primer muelle, ir con una fuerza hacia delante, aproximadamente al 75% de la totalidad, hasta el tercero en el segundo trío de muelles, y de ahí al 95% de fuerza hasta llegar al tercer trío de muelles. El Acto 3 de esta Zona es uno de los más difíciles de todo el juego, por no decir el más complicado: Sonic debe atravesar una extensa llanura, rebotando de muelle en muelle, y evitando una zona completamente poblada por cientos de pinchos punzantes sin un solo anillo de poder y sin poder ver dónde va a caer: al igual que cuando cogemos la Esmeralda del Caos en el segundo acto. El jefe final de fase de esta zona es un Cerdo mecánico luchador de sumo. Esta batalla transcurre en un lugar con forma de U. Este rival rueda, salta y se avalanza en forma de bola, para hacerse invulnerable ante Sonic, moviéndose de manera imprevisible. Cuando, aleatoriamente, llega a su destino, deja de rodar, haciéndose vulnerable a un posible golpe de Sonic. 
-Nota: intentar golpear al cerdo más de una vez en cada período en que se hace vulnerable, conlleva un 90% de riesgo de perder una vida.

### Gimmick Mountain Zone
- Nombre en español: Zona de la Montaña de Chatarra

Una zona que está ambientada en una especie de fábrica-factoría en el interior de una montaña cuyo fondo de color morado-grisáceo rocoso con algunas luces y circuitos integrados, y el suelo es de bloques grises metálicos atornillados. Representa una zona industrializada, con cintas teletransportadoras, bastantes pinchos y una serie de Rotores mecánicos grises que giran sobre sí, a los que Sonic puede acoplarse y girar simultáneamente, y desprenderse de ellos en el momento más oportuno, para que el protagonista salga disparado hacia zonas más elevadas. También presenta áreas con raíles, con sus vagonetas correspondientes, al igual que Underground Zone, necesarias para finalizar el Acto 2. (Aunque no es estrictamente necesario si Sonic posee un bloque de inmunidad previo y se es lo bastante rápido para pasar...). Los badniks que hay en la zona: Una larva excavadora (burrowots de nombre original), que hace alusión a Grounder (el "hijo menor" de Robotnik en la serie "Las Aventuras de Sonic el Erizo"), un cerdo robótico de color negro que, al ver a Sonic, se dirige hacia él saltando, (que alude a Coconuts en la serie "Las Aventuras de Sonic el Erizo"), y una micro bomba que al ver a Sonic explota, dividiéndose en 4 bolas rojas de fuego. El jefe final de fase es un Dinosaurio-Lagarto-Jabalí Metálico Rojo anaranjado con 3 pinchos en su lomo, que arremete, sin lógica aparente, hacia la izquierda y derecha, dándose golpes con los límites de pantalla. Con ello hace que caigan 3 rocas del techo y pierda temporalmente los pinchos que le protegen, debido al impacto, haciéndose vulnerable a los golpes de Sonic. Cuando recobra la conciencia, los recupera y vuelve a atacar. Cuando Sonic le da 8 golpes, el jefe muere y Sonic accede a la 6.ª pantalla.

### Scrambled Egg Zone
- Nombre en español: Zona del Huevo Revuelto

Una vasta zona rocosa situada en un entorno oscuro y sinuoso, repleta de tuberías con aire a presión que desembocan en numerosas trampas. Ambientada en oscuras grutas, el suelo está compuesto por rocas de uniforme tamaño de color azul oscuro, en el fondo del escenario, se pueden ver rocas grandes, con diversa iluminación de colores. Se caracteriza por los Tubos, que presentan una serie de bifurcaciones, que hacen de esta zona un auténtico laberinto y la más complicada del juego. De hecho, para completar los actos tenemos que superar una serie de laberintos de tuberías: en el primero, abajo, derecha, abajo e izquierda; en el segundo, no es precisamente un laberinto cerrado y contiguo de tuberías, como el anterior, pero sin duda, es bastante complicado, ya que el "elevador" de color naranja y gris va bastante rápido. Destacar que en el Acto 2, podemos conseguir hasta 7 vidas, (entre anillos y bloques de vida-extra). Los badniks: tortuga que cambia de color y vuela al ver a Sonic, la micro bomba que al ver a Sonic, explota, dividiéndose en 4 bolas rojas, el cangrejo rojo y azul que lanza dos bolas rojas (una a cada lado) y la libélula naranja motorizada. El Jefe Final de Fase de esta zona es un Robot muy parecido a Metal Sonic y Mecha Sonic (De Sonic CD y Sonic 2 de MegaDrive, respectivamente): Silver Sonic, una réplica mecánica plateada de Sonic, que imita sus movimientos de giro. Solo en su posición erguida es vulnerable a los ataques de Sonic, aunque en esta posición también puede atacar con una especie de gancho robótico que sale de su vientre. También ataca desplazándose velozmente de un lado a otro de la pantalla con los propulsores de sus zapatillas. Hacen falta 10 golpes para ser destruido, y si Sonic tiene las 5 Esmeraldas del Caos, Silver Sonic suelta la 6.ª esmeralda (verde), y de esa forma, Sonic podrá avanzar a Crystal Egg Zone. En caso contrario, Sonic no recibirá la esmeralda y concluirá el juego en esta zona, siendo así incapaz de salvar a Tails.

### Crystal Egg Zone
- Nombre en español: Zona del Huevo de Cristal

Curiosamente, ésta es la base de Operaciones de Robotnik en este Juego. Para poder jugar esta Zona, Sonic previamente ha tenido que conseguir las otras 6 Esmeraldas del Caos. Está ambientada en un mundo de Cristal, zona que tiene un amplio territorio a campo abierto con un bello cielo color Cyan, con muy contadas nubes rosadas. Los bloques del suelo son cristalinos, la mayoría con el rostro de Robotnik, algunos se pueden romper y otros se desprenderán del techo para intentar aplastar a Sonic. Hay multitud de pasadizos y trampas escondidas. Unas bolas azules flotantes en las que Sonic puede acoplarse y girar alrededor de ella (recordando a la Zona Gimmick), le permiten desprenderse en el momento que él precise (girando con el botón derecho y dando 2-3 vueltas) para alcanzar las zonas más elevadas. También hay algunos detalles decorativos, como cactus y postes de luces destellantes. Los Pinchos de esta zona también son luminosos. Aquí, los badniks son nuevos: un pez volador (negro y naranja) y una bola con pinchos plateada, indestructible, que se mueve aleatoriamente por algunas partes del escenario. La Batalla final del Acto 3 se ambienta en un lugar totalmente diferente, concretamente en el corazón de la Base del doctor, en un entono totalmente oscuro con un par de tuberías: una tiene dos salidas: una por arriba y otra por abajo; y la otra está obstaculizada por el Dr. Robotnik. Sonic lucha contra Robotnik en una compleja máquina provista de tuberías giratorias con dos desembocaduras. Robotnik maneja su siniestra maquinaria en un circuito cerrado capaz de generar las siguientes trampas:
- Descargas eléctricas en toda el área.
- Rayos eléctricos a ras de suelo.
- Hasta 3 bolas giratorias (parecidas a una flor) que giran con una excentricidad cada vez mayor.

Tras derrotarlo a los 9 golpes, Dr. Robotnik desbloquea la segunda tubería, y a partir de ahí, automáticamente, Sonic persigue al Doctor Robotnik, éste se sube a una cabina de teletransporte, y desaparece entre rayos, apareciendo en su lugar Tails. De esta forma, se obtiene el mejor Final del juego (Sonic y Tails van corriendo juntos hasta que salen en el cielo en posición triunfante).

## Diferencias entre ambas versiones
- La versión de Game Gear es más rica en colores, pero el juego funciona a menor resolución. En la de Master System sucede justo lo contrario.

- En la versión de Game Gear la visibilidad del escenario es mucho más reducida que en la de Master System debido al tamaño de la pantalla de la portátil, lo que causa que la jugabilidad sea en ocasiones incómoda y la dificultad del juego aumente considerablemente.

- El ritmo de la música de cada zona es mayor en la versión de Master System. La música del enfrentamiento del Jefe Final de fase es diferente en cada versión, al igual que la música de la escena de presentación de la versión de Game Gear, que es la misma que se usa en Scrambled Egg Zone. En la de Master System, la melodía es la que sale en la Game Gear después de que Robotnik rapte a Tails y salgan ambos haciendo su particular gesto (Tails guiña el ojo derecho).

- En la versión de Game Gear, al principio de la presentación, se puede ver cómo Tails va huyendo de Robotnik hasta que lo captura y Sonic va detrás de él. En Master System sólo se ve cuando ya tiene a Tails capturado y Sonic va detrás de él. Además el cielo se ve color verde en Game Gear, en Master System es celeste.

- En la escena final de los créditos, entre las dos versiones, la música es diferente. Pero por motivos aún no aclarados, en el código del juego en su versión de Master System están ambas, aunque sólo sea una la que se escuche.

- La versión de Game Gear carece de monitores de "Potencia Extra". En el Aqua Lake Zone de la versión de Master System existe uno de estos monitores que en la versión de Game Gear fue sustituido por un "Super Anillo" (10 anillos).

- En la versión de Game Gear, en el acto 2 de Aqua Lake Zone, el color del fondo de agua es azul pastel, mientras que en Master System es transparente.

- La melodía final en el mejor de los finales de la versión de Game Gear es más alegre, y diferente a la del peor de los finales, mientras que en Master System, tanto en el final malo como en el bueno, la melodía es la misma, pero con distintas interpretaciones: triste en el primer caso y nostálgica en el segundo.

## Curiosidades
Este juego resulta muy especial y exclusivo, ya que es el único juego protagonizado por Sonic en el que los acantilados y caídas al vacío de algunas zonas no hacen perder directamente una vida al jugador. En Sky High Zone, por ejemplo, caer al vacío supondrá una pérdida de anillos, en vez de una vida directamente. Además, si se es invencible, se podrá caminar libremente por el vacío sin daño alguno a Sonic. Sin embargo, existen muy escasos acantilados durante las fases de este juego, haciéndolo particular también por ello.
La melodía de Green Hills Zone está basada en la canción You Can Do Anything (Toot Toot Sonic Warrior), canción de presentación de las versiones europea y japonesa de Sonic CD.
Por primera vez en la saga, Sonic puede manejar un ala delta o subir a una vagoneta.
En el acto 1 de Sky High Zone, en el extremo superior izquierdo, hay un monitor de una vida que, al ser empujado, aparecen dos pollitos amarillos inofensivos en la pantalla. En este mismo lugar aparecen unos grandes pinos que no son vistos en ningún otro lugar del juego.
En la ROM, los datos de los niveles (entre ellos, los de las paletas de colores y los escenarios) están dispuestos de esta forma: Green Hills Zone, Sky High Zone, Aqua Lake Zone, Underground Zone, Gimmick Mt. Zone, Scrambled Egg Zone, Crystal Egg Zone. Sin embargo, en los punteros que indican el orden en que son cargadas las zonas, la primera y la cuarta fueron invertidas.

## Relanzamiento
La versión de Game Gear se incluyó como un extra oculto en el videojuego Sonic Adventure DX para GameCube y PC. También se incluyó en Sonic Gems Collection, recopilatorio lanzado para PlayStation 2 y GameCube, aunque en este caso, está disponible desde un principio.
La versión de Game Gear también se incluyó en la eShop de la Nintendo 3DS.
Y la versión de Master System se incluyó en la Consola Virtual de Wii.